# クーメイの法則

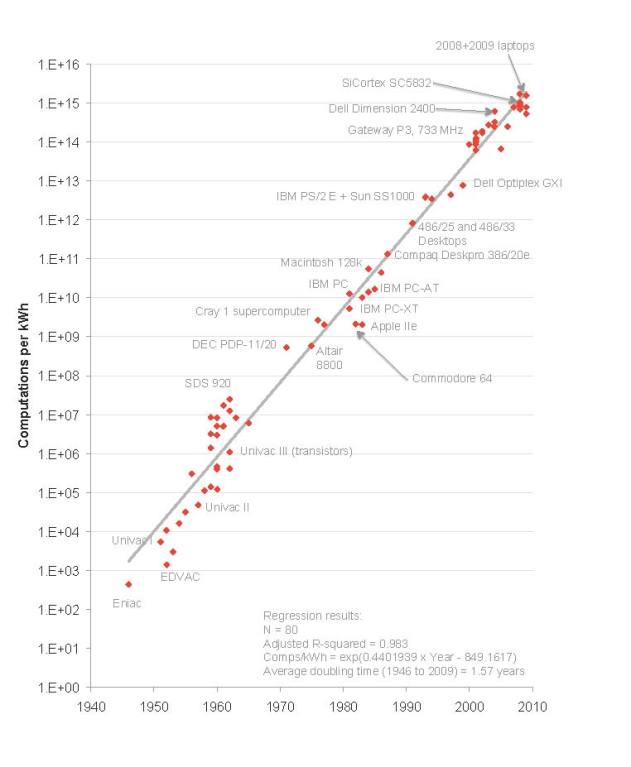
1946年から2009年までのkWhあたりの計算量

クーメイの法則（クーメイのほうそく、英語: Koomey's law）は、計算機の歴史における長期的な傾向を表す法則。消費されるエネルギー1ジュールあたりの計算数は約1.57年ごとに倍になっている。この傾向は1950年代以降かなり安定しており（R2が98%以上）、ムーアの法則よりいくらか早い。Jonathan Koomeyはこの傾向の次のように明確に述べている。「コンピューティング負荷を固定すると、必要なバッテリーの量は毎年2分の1になるであろう」
2011年、Koomeyはこのデータを再調査し、クーメイの法則が遅まっていることを発見した。2000年以降、倍になる期間は1.57年ごとではなく2.6年に遅くなっていた。Koomeyは「これらの2つの成長率の差は相当なものである。1年半で倍になると10年で効率が100倍に向上する。2年半で倍になると10年で16倍にしかならない」。
この減速はより小さいサイズの電子機器の効率の向上を辿ったデナード則の終わり（デナード則は2005年ごろに終了した）や時間の経過による電子部品のサイズの減少を辿ったムーアの法則の減速 に関連する。

## 示唆するもの
クーメイの法則が示唆するものは、同じコンピューティング負荷に必要なバッテリーの量は10年で100分の1になるということである。計算デバイスが小さくより機動性のあるものになるにつれて、この傾向は多くのアプリケーションに対する生の処理能力の改善よりも重要でありうる。さらに、エネルギーコストはデータセンターの経済においてますます重要な要素となっており、クーメイの法則も重要性を増している。
クーメイの法則の減速は、情報通信技術におけるエネルギーの使用に対しても示唆を持つ。しかし、コンピュータは常にピーク出力で動作しているわけではないため、この減速の効果は10年以上観察されない可能性がある。Koomeyは「あらゆる指数関数的傾向と同様にこれも最終的には終了する...10年ほどでエネルギー使用量はコンピュータがアクティブなときに消費される電力により決まる。そしてそのアクティブなときの電力は依然としてムーアの法則の減速の背後にある物理学の人質となるであろう。

## 歴史
Koomeyはこの傾向が最初に文書化されたIEEE Annals of the History of Computing内の記事の主筆であった。ほぼ同時期にこれについての短い記事をIEEE Spectrumに発表した。
さらにMITテクノロジーレビュー や Erik Brynjolfssonによる“Economics of Information”ブログ内での投稿、Economist onlineでさらに議論が起こった。
この傾向は以前はデジタルシグナルプロセッサで知られており、「Geneの法則」と名付けられた。この名前はテキサス・インスツルメンツの電気技師Gene Frantzにちなむ。FrantzはDSPの消費電力は25年間にわたり18か月ごとに半分に減少したと書いている。

## 減速と終焉
最新の研究によると、クーメイの法則は減速し2.6年ごとに倍になっている。
熱力学第二法則とランダウアーの原理によって、不可逆計算がエネルギー効率を永遠に高め続けることはできない。2011年現在、コンピュータは約0.00001%の計算効率を持っている。計算のエネルギー効率が1.57年ごとに倍になり続けると仮定すると、2048年にランダウアーの限界に達する。よって、2048年以降クーメイの法則は成り立たない。
しかし、ランダウアーの原理は可逆計算には適用できない。この技術やまだ開発されていない他の'beyond CMOS'の将来の計算技術は、クーメイの法則を超えまったく新しい効率性を示すことになるかもしれない。